# Липпман, Луиза
Луиза Липпман (нем. Louisa Lippmann; род. 23 сентября 1994, Херфорд, Северный Рейн-Вестфалия, Германия) — немецкая волейболистка. Диагональная нападающая.

## Биография
Волейболом Луиза Липпман начала заниматься в родном городе Херфорде, а вскоре переехала в Билефельд, где (также как и в Херфорде) играла за молодёжную команду клуба. В 2010 году принята в «УСК Мюнстер» и на протяжении двух сезонов выступала за фарм-команду клуба во 2-й бундеслиге чемпионата Германии. С 2012 играла уже за основную команду в первой бундеслиге. В 2014—2016 выступала за «Дрезднер», а в 2016—2018 — за «Шверинер-Палмберг», с которыми четырежды выигрывала чемпионат Германии, а также Кубок и дважды Суперкубок страны. В 2018—2019 один сезон провела в Италии, в команде «Иль Бизонте Фиренце», после чего переехала в Шанхай, где в составе местной команды стала серебряным призёром чемпионата Китая. После окончания сезона в Китае играла в Шверине, за который уже выступала ранее, а затем вернулась в Шанхай, с которым в укороченном национальном китайском первенстве выиграла «бронзу». В январе 2021 заключила контракт с российским «Локомотивом» из Калининграда.
В 2012—2013 Луиза Липпман выступала за молодёжную сборную Германии, а с 2014 является игроком главной национальной команды страны, в составе которой дважды принимала участие в чемпионатах мира (2014 и 2018), дважды — в чемпионатах Европы (2017 и 2019), четырежды — Гран-при (2014—2017), дважды — в Лиге наций (2018 и 2019), а также в Европейских играх 2015. В 2014 году Липпман стала серебряным призёром розыгрыша Евролиги.

### Клубная карьера
- 2010—2012 —  «УСК Мюнстер»-2 (Мюнстер);
- 2012—2014 —  «УСК Мюнстер» (Мюнстер);
- 2014—2016 —  «Дрезднер» (Дрезден);
- 2016—2018 —  «Шверинер-Палмберг» (Шверин);
- 2018—2019 —  «Иль Бизонте Фиренце» (Сан-Кашано-ин-Валь-ди-Пеза);
- 2019—2020 —  «Шанхай Брайт Юбест» (Шанхай);
- 2020 —  «Шверинер-Палмберг» (Шверин);
- 2020 —  «Шанхай Брайт Юбест» (Шанхай);
- 2021 —  «Локомотив» (Калининград);
- 2021—2022 —  «Савино Дель Бене» (Скандиччи).

## Достижения

### С клубами
- 4-кратная чемпионка Германии — 2015—2018.
- победитель розыгрыша Кубка Германии 2016;
  - серебряный призёр Кубка Германии 2017.
- обладатель Суперкубка Германии 2017.
- серебряный (2020) и бронзовый (2021) призёр чемпионатов Китая.
- Чемпионка России 2021.

- победитель розыгрыша Кубка вызова ЕКВ 2022.

### Со сборной Германии
- серебряный призёр Евролиги 2014.

### Индивидуальные
- 2017: MVP (самый ценный игрок) чемпионата Германии.
- 2017: MVP (самый ценный игрок) и самая результативная Суперкубка Германии.
- 2018: MVP (самый ценный игрок) и самая результативная чемпионата Германии.
- 2019: лучшая диагональная и самая результативная чемпионата Китая.